# Doxosoph
Ein Doxosoph, manchmal auch Doxosophist, eine Zusammensetzung aus altgriechisch δόξα dóxa, deutsch ‚Meinung, Theorie, Eingebung‘ und σοφία sophía, deutsch ‚Weisheit‘, ist also jemand, der eine Meinungsweisheit oder eine Wissenseinbildung (Doxosophilis) vertritt, ein Meinungsnachahmer oder Meinungslehrer.

## Begriffsdefinition
Der Doxosoph stellt nach Platon das genaue Gegenteil des Philosophen dar, wie es bei Paul Friedländer im Kapitel VII. Ironie des Buches Seinswahrheit und Lebenswirklichkeit heißt „Da fährt Trasymachos dazwischen, als richtiger Doxosoph der genaue Widerpart des Philosophen.“ Dabei gilt der Doxosoph als jemand, der sich der praktischen Wirkungen seiner Theorie nicht bewusst ist.
Zur Bekanntheit dieses Begriffs hat auch Pierre Bourdieu mit seinem Buch Gegenfeuer beigetragen. Bourdieu meint mit Doxosophen Menschen in Medien und Politik, die neoliberales Wissen vertreten, ohne Fachwissen zu haben. In Talkshows beispielsweise reden sie mit neoliberalen Begriffen (Schlagwörtern) und nicht über diese. Doxosophen verkaufen nur vorgefertigte Antworten, die nicht hinterfragt werden und sind somit bloße „Meinungstechniker“. Er schreibt dazu:

„Für mich sind ‚Doxosophen‘ die Scheingelehrten der Meinungen, oder der Scheinbarkeiten, die Meinungsforscher und Meinungsdeuter, jene Leute, die uns glauben machen wollen, dass das Volk spricht, dass es unaufhörlich über alle wichtigen Dinge redet….
‚Meinen heißt Sprechen‘, hat Platon gesagt. Nun ist aber nichts ungleicher verteilt als diese Fähigkeit, und natürlich stört eine solche Feststellung das gute demokratische Gewissen: alle Leute sind gleich, so lautet das Dogma. Doch zu behaupten, alle Leute seien vor der Meinung gleich ist ein Irrtum, ein politischer Fehler… Die persönliche Meinung ist ein Luxus.
Es gibt in der gesellschaftlichen Welt Leute, die ‚gesprochen werden‘, für die man spricht, weil sie selbst nicht sprechen, für die man Fragen stellt, weil sie selbst sie nicht stellen können.
Im großen Spiel der demokratischen Mystifikation geht man heute soweit, ihnen die Gelegenheit zu geben, auf Fragen zu antworten, die sie selbst nicht hätten aufwerfen können. Man veranlasst sie damit zu falschen Antworten, die vergessen lassen, dass sie keine Fragen haben.“

„Innerhalb der intellektuellen Welt wird heute ein Kampf ausgetragen, der zum Ziel hat, den »neuen Intellektuellen« zu schaffen und durchzusetzen; dies bedeutet eine Neudefinition des Intellektuellen und seiner politischen Rolle, eine Neudefinition der Philosophie und des Philosophen, der fürderhin sein Betätigungsfeld in unbestimmten Debatten über eine politische Philosophie ohne fachlichen Charakter, über eine auf die Politikwissenschaft der Wahlebene reduzierte Gesellschaftswissenschaft und in unkritischen Kommentaren zu unwissenschaftlichen kommerziellen Meinungsumfragen findet. Plato bezeichnet diese Menschen mit dem großartigen Ausdruck Doxosoph: dieser »Meinungstechnologe, der sich für wissenschaftlich hält« (ich gebe hier die dreifache Bedeutung des Wortes wieder) stellt politische Probleme in denselben Termini dar, in denen Geschäftsleuten, Politikern und auf Politik spezialisierte Journalisten dargestellt werden (von genau also denen, die Umfragen in Auftrag geben können).
Im Gegensatz zum Doxosophen stellen der Soziologe und der Philosoph das Augenscheinliche in Frage, und dies vor allem, wenn es sich in der Form von Fragen und nicht zuletzt der eigenen, präsentiert. Das schockiert den Doxosophen, der es als politisches Vorurteil ansieht, wenn die durch und durch politische Unterordnung in Gestalt einer unbewussten Übernahme von Allgemeinplätzen im aristokratischen Sinn abgelehnt wird: Begriffe oder Thesen, mit denen argumentiert wird, über die man aber nicht diskutiert.“